# Локомотивы Джозефа Армстронга (Вулвергемптон)
Джозеф Армстронг занимал пост паровозного суперинтенданта северного района Большой западной железной дороги и строил паровозы стандартной колеи в Вулвергемптоне с 1854 года, когда GWR купила железные дороги Честер—Шрусбери и Шрусбери—Бирмингем, по 1864 год, когда он получил повышение и перешёл на пост главного инженера тяги всей дороги в Суиндон. Таким образом, на протяжении 10 лет подразделение GWR на стандартной колее обслуживалось паровозами постройки как суперинтенданта дороги Дэниела Гуча, так и Армстронга.
В этой статье описаны паровозы вулвергемптонского десятилетия Армстронга.
В начале карьеры, до 1858 года, Армстронг занимался, главным образом, поддержанием в работоспособном состоянии разношёрстного парка доставшихся от S&CR и S&BR паровозов, и расширением вулвергемптонского завода на Стаффорд-Роуд. Постройкой паровозов он занялся в 1858-59 годах.

## 7 Class
В документах GWR это обозначение относится к трём различным паровозам с осевой формулой 1-1-1 (происходящих от Jenny Lind). Локомотивы № 7 и 8 с ведущими колёсами диаметром 6 ф. 3 д. (1905 мм) были построены в 1859 году, № 30 с колёсами 6 ф. 6 д. (1981 мм) — в 1860-м, № 110 с колёсами 6 ф. 0 д. (1829 мм) — в 1862-м. Уже в этих первых паровозах Армстронг показал свою независимость от стиля конструирования Дэниела Гуча и сильное влияние Томаса Грея, с которым Армстронг работал на заводе Hull and Brighton. Исследователь Holcroft спекулирует на тему пятого паровоза (№ 32), но, поскольку это был капитальный ремонт старого паровоза S&CR, Tabor не считает его в этом же ряду. № 7 и 8 были списаны в 1876 и 1883 годах соответственно, а № 30 и 110 в 1883 и 1887 годах были формально отремонтированы, а на деле переделаны под руководством Джорджа Армстронга в 1-2-0 и переведены в 111 class, о чём см. ниже.

## 111 Class
6 паровозов № 111—114 были построены в 1863-64 годах как 1-2-0 с диаметром ведущих колёс 6 ф. 0 д. (1829 мм). В 1866-67 годах Джордж Армстронг достроил ещё дюжину паровозов этого типа № 1006—1011 и 372—377, а в 1886-7 годах дополнил его двумя перестроенными 1-1-1 (№ 30 и 110). После нескольких лет строительства только танк-паровозов, Вулвергемптонский завод пополнил этот класс до 27 единиц ещё семью новыми паровозами № 3226-3231. Тип был предназначен для второстепенных поездов, базировался в Честере и работал на направлениях к Биркенхеду, Манчестеру и Вулвергемптону. Паровозы поздней постройки базировались также в Херефорде и работали с поездами южнее к Глостеру и Оксфорду. Самые старые паровозы этого типа были списаны в 1903—1914 годах, некоторые проработали до 1922 года.

## 17 Class
Это 9 танк-паровозов с осевой формулой 1-2-0 № 17, 18, 1002, 1003, 11, 177 и 344—346, построенные в 1864 году. № 17 и 18 до июля 1865 года носили номера 1A и 2A; 1002-3 — 3A и 4A до сентября 1866-го; № 227 был 177 до августа 1867 года и № 238 до июля 1870-го. Эти паровозы с внутренней рамой были не вполне одинаковы. Сначала их оснастили задними и нижними танками и бескупольными топками. Нижние танки были неудобны, и скоро паровозы был оснащены седельными танками. Сначала они работали из депо Веллингтон и Кройс-Нейвид, позже часть паровозов перевели в южный Уэльс, Суиндон и окрестности Лондона. Все списаны в 1883—1893 годах.

## 302 Class
8 танк-паровозов № 302—309 со внешней рамой, осевой формулой 0-3-0 и седельным танком были построены в 1864-65 годах. Рамы у них были с прорезями, как у тендерных паровозов 360 Class, которым они приблизительно соответствуют. Это был первый тип крупных танк-паровозов GWR. На дороге они проработали долго. № 302 так и был списан с седельным танком в 1918 году, остальные были оснащены вьючными танками при переделке на топки Бельпера в 1911-23 годах. Последние два паровоза этого типа, № 303 и 306, были списаны в 1932 году после 68 лет службы.

## Братья Армстронг
Поскольку в 1864 году Джозеф Армстронг перешёл в Суиндон, и его место занял его младший брат Джордж, атрибутировать 17 class и 302 class кому-либо из них с абсолютной уверенностью нельзя. Holcroft описывает эти типы в главах, посвящённых обоим Армстронгам, Tabor не указывает имя автора этих паровозов вообще, ограничиваясь указанием вулвергемптонского завода.

## Сводная таблица
| Тип | Даты постройки | Число | Осевая формула | Диаметр ведущих колёс                         | Примечания                                     |
| --- | -------------- | ----- | -------------- | --------------------------------------------- | ---------------------------------------------- |
| 7   | 1859-1862      | 4     | 1-1-1          | от 6 ф. 0 д. (1829 мм) до 6 ф. 6 д. (1981 мм) |                                                |
| 111 | 1863-1864      | 4     | 1-2-0          | 6 ф. 0 д. (1829 мм)                           | Достраивались Джорджем Армстронгом с 1866 года |
| 17  | 1864           | 9     | 1-2-0-танк     | неизвестен                                    |                                                |
| 302 | 1864-1865      | 8     | 0-3-0-танк     | неизвестен                                    |                                                |